# Tracuateua
Tracuateua är en kommun i Brasilien.   Den ligger i delstaten Pará, i den nordöstra delen av landet, 1 600 km norr om huvudstaden Brasília. Antalet invånare är 27 466.
Omgivningarna runt Tracuateua är en mosaik av jordbruksmark och naturlig växtlighet. Runt Tracuateua är det ganska tätbefolkat, med 86 invånare per kvadratkilometer.